# Simon Traston

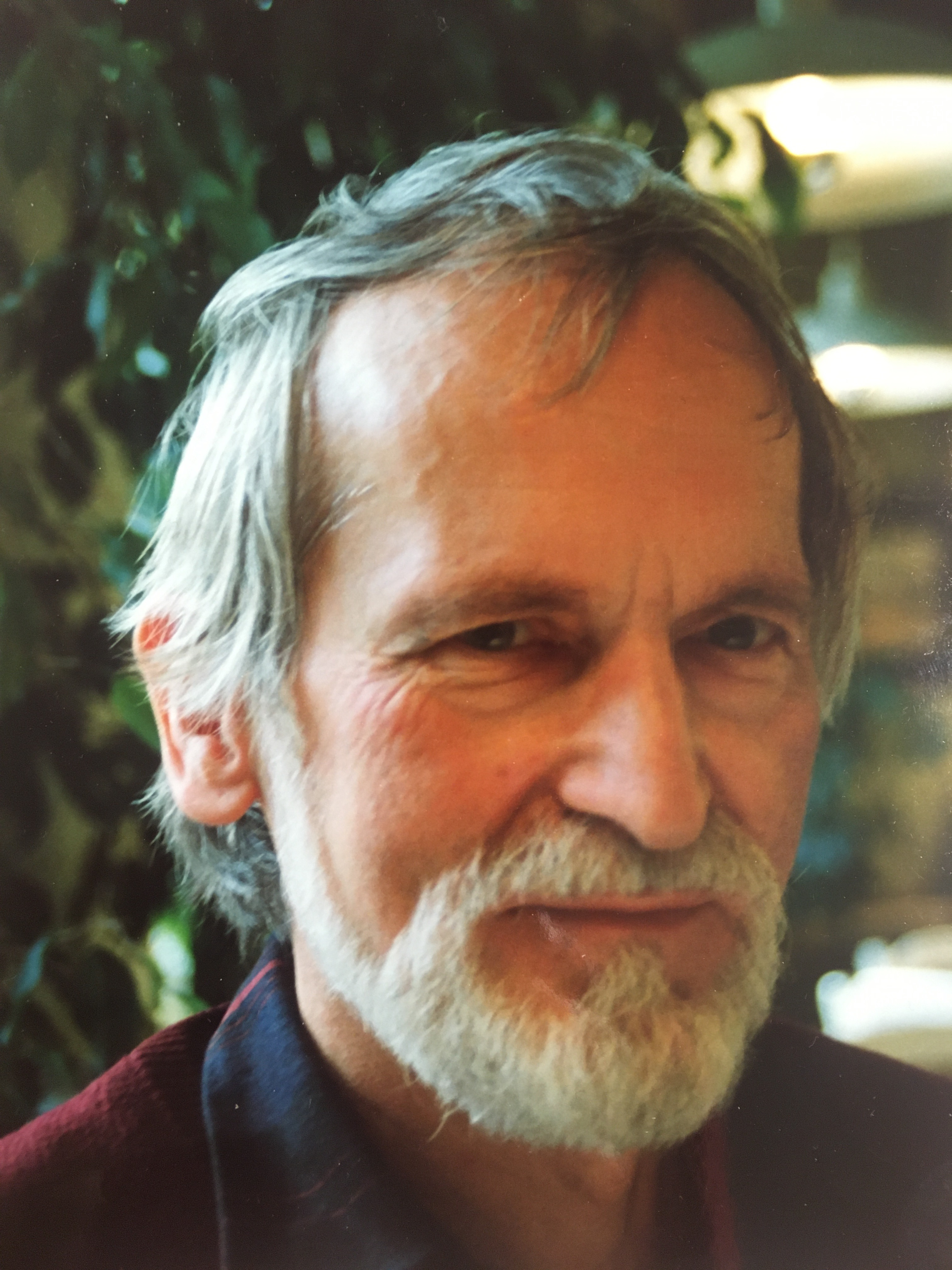
Simon Traston (1995)

Simon Traston, bürgerlicher Name Gert Micha Simon (* 9. Juni 1929 in Berlin; † 28. Oktober 2016 in Berlin) war ein deutscher Schriftsteller und Herausgeber.

## Leben
Simon Traston (seit 1954 Pseudonym von Gert Micha Simon) wurde als zweites Kind von Gertrud Simon und ihrem Ehemann, dem Prokuristen Carl Simon, geboren. In der Atmosphäre eines liberalen, großbürgerlichen Elternhauses verbrachte er gemeinsam mit seiner fünf Jahre älteren Schwester Kindheit und Jugend in Berlin-Friedenau. Hier besuchte er auch bis zum Abitur 1947 das humanistische Friedenauer Gymnasium. Als sein Vater im April 1945 von plündernden russischen Soldaten erschossen und die Familie dadurch weitgehend mittellos wurde, ist offenkundig, dass er seinen Lebenstraum, Archäologie zu studieren, nicht verwirklichen kann. Nach seinem Schulabschluss wurde ihm von früheren Mitarbeitern seines Vaters eine Ausbildung zum Versicherungskaufmann angeboten. Da die spätere Berufstätigkeit in Hamburg ausgeübt werden sollte, er aber seine verwitwete Mutter und die Schwester in der schwierigen Nachkriegszeit nicht allein lassen wollte, beendete er das Beschäftigungsverhältnis. Mit unterschiedlichen Jobs wie Hilfsarbeiter, Nachtwächter, Komparse u. a. versuchte er, sich und die Familie durchzubringen. Im Mai 1958 heiratete er Marga Becker. Seine wirtschaftliche Existenz konnte er schließlich 1962 (bis 1994) durch die Tätigkeit als Briefzusteller absichern. Zahlreiche Reisen, teilweise mit dem Motorrad, führten ihn in viele Länder Europas, des Nahen Ostens und Nordafrikas.
Simon Traston starb am 28. Oktober 2016 in Berlin-Wilmersdorf.

## Wirken
Neben der schulischen Ausbildung hatte sich Simon Traston eigenständig Wissen und umfassende Kenntnisse in Literatur und Kunst angeeignet. Sein Interesse galt ebenso der Geschichte, insbesondere der Lebensweise und Historie der Indianer Nord-, Mittel- und Südamerikas. Damit verbunden war immer seine Faszination für Leben und Wirken der Entdecker und Forscher. Diesen vielseitigen Wissensdurst spiegelte in seinem späteren Leben eine umfangreiche Bibliothek, deren literarischer Bereich durch etliche Erstausgaben geadelt war.
Sein schriftstellerisches Werk ist geprägt durch das Erlebnis des Zweiten Weltkrieges. Zu dessen Beginn war er zehn Jahre alt, im April 1945, als der Vater vor seinen Augen erschossen wurde, knapp sechzehn. So nahm das Thema Tod deutlich Einfluss auf seine literarische Arbeit. Schon die ersten Texte, im Bann des gerade geendeten Krieges stehend, Gedichte und kurze Prosa von Gert Micha Simon, wurden 1948 – ein Jahr nach dem Abitur – in der Hannoverschen Presse und im RIAS (Rundfunk im amerikanischen Sektor) veröffentlicht, ebenso im Ulenspiegel der Text Am Liebsten spiel`n wa Kriech. Die im März 1947 von ihm gefertigte Niederschrift über die Ermordung seines Vaters, wenige Tage vor der deutschen Kapitulation, erschien erst 1995 unter dem Titel Tod und Leben in einer bibliophilen Ausgabe des Svato Verlages.

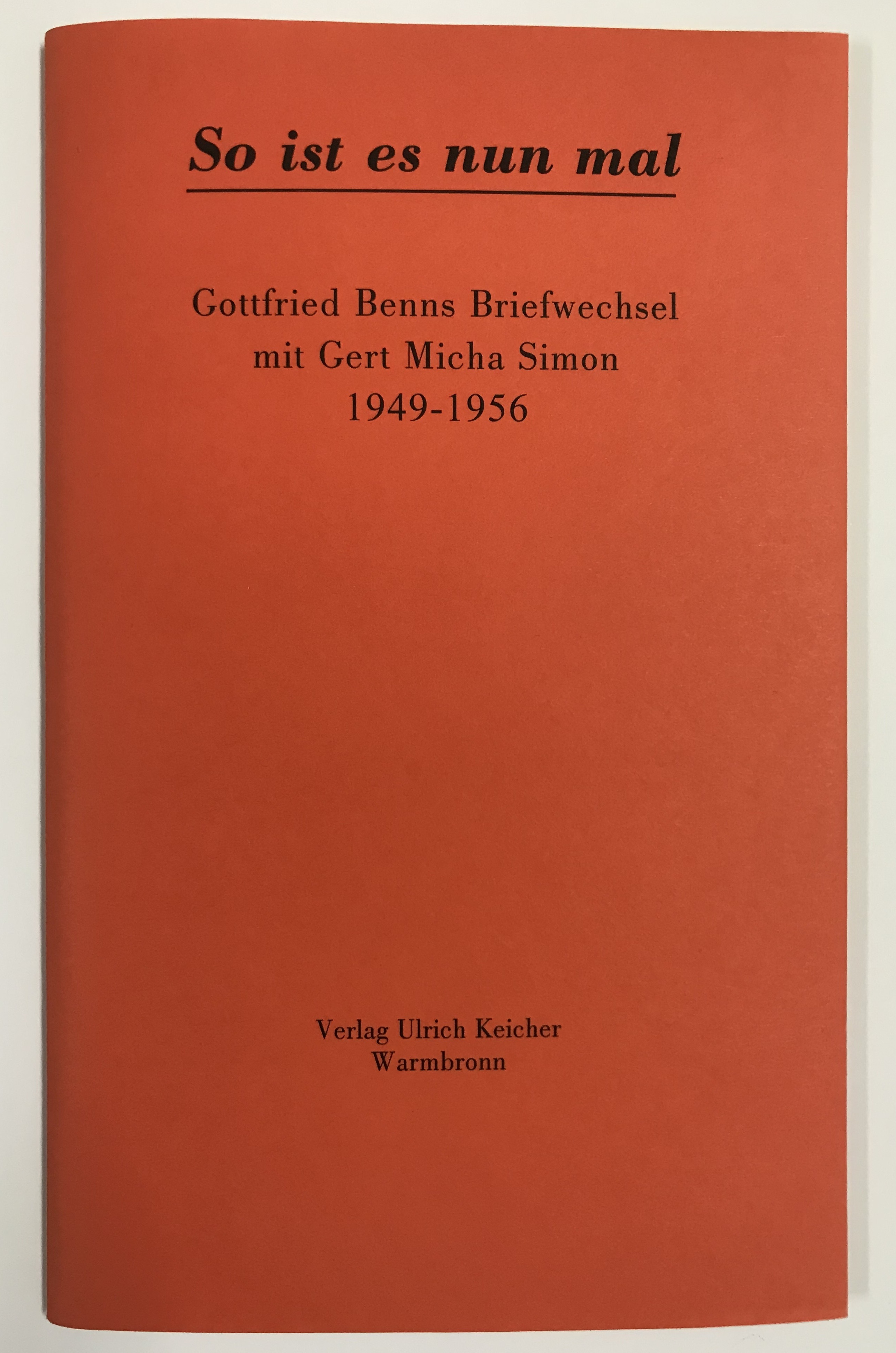
Briefwechsel mit Benn, 1949–1956

Bereits in seinen frühen philosophischen Schriften und Aphorismen, geprägt durch detaillierte Kenntnisse der griechischen sowie römischen Geisteswelt und Kultur – vieles davon bisher unveröffentlicht – setzte er sich mit den Fragen menschlicher Existenz auseinander. Dazu gehörte die Einsamkeit des Einzelnen, Verlassenen. So wirkten auf ihn die Dichter François Villon, Heinrich von Kleist, Georg Büchner, Edgar Allan Poe, Charles Baudelaire, Gustave Flaubert, Arthur Rimbaud, Friedrich Nietzsche, Maxim Gorki und B. Traven. Frühe Korrespondenzen mit Gottfried Benn (von 1949 bis 1956), Wolfgang Koeppen und Hans Bellmer hatten ihn zum Weiterschreiben ermutigt.
Bedeutender Gegenpol zu Isolation und Tod war für ihn die Erotik. Dabei wurde das weibliche Element in seiner Vitalität, seinem Geheimnis uneingeschränkt bewundert, begehrt, vergöttert. Dies spiegelten ebenso seine vielgestaltigen Träume, die mit intensiven Bildern bizarre Szenerien zeichneten. Als er sie in seinem Buch Tag, Nacht und Traum beschrieb, wurde es 1964 als jugendgefährdende Schrift indiziert, 1965 die Beschlagnahme aber aufgehoben.
Neben dem Kaleidoskop von Lust und Leidenschaft bildeten die Stadt Berlin und seine Reisen Motive seiner Erzählungen, Traumvisionen und Lyrik. Die Texte von strenger stilistischer Klarheit schaffen präzise Momentaufnahmen des Gesehenen. Seine Werke richteten sich nicht an ein breites Publikum. Seine Arbeiten standen vielmehr dem Expressionismus nahe, denn oft ging er an die Grenze der Ausdrucksmöglichkeiten. Ähnlich wie bei vielen seiner expressionistischen Vorbilder, z. B. Georg Heym, Georg Trakl und Gottfried Benn, erschienen seine Werke seit 1956 mit kleinen Auflagen in bibliophilen Verlagen, so etwa dem Merlin Verlag, in der Eremiten-Presse, der Edition Dieter Wagner, dem Svato Verlag, der Edition Klaus Raasch, dem Verlag Ulrich Keicher sowie in Anthologien und Literaturzeitschriften, aber auch im Selbstverlag (MS Verlag).
Seit 2003 bis zu seinem Tod führte er – neben anderen Korrespondenzen – einen intensiven Briefwechsel mit dem aus Berlin gebürtigen Schriftsteller Peter Salomon.

## Werke

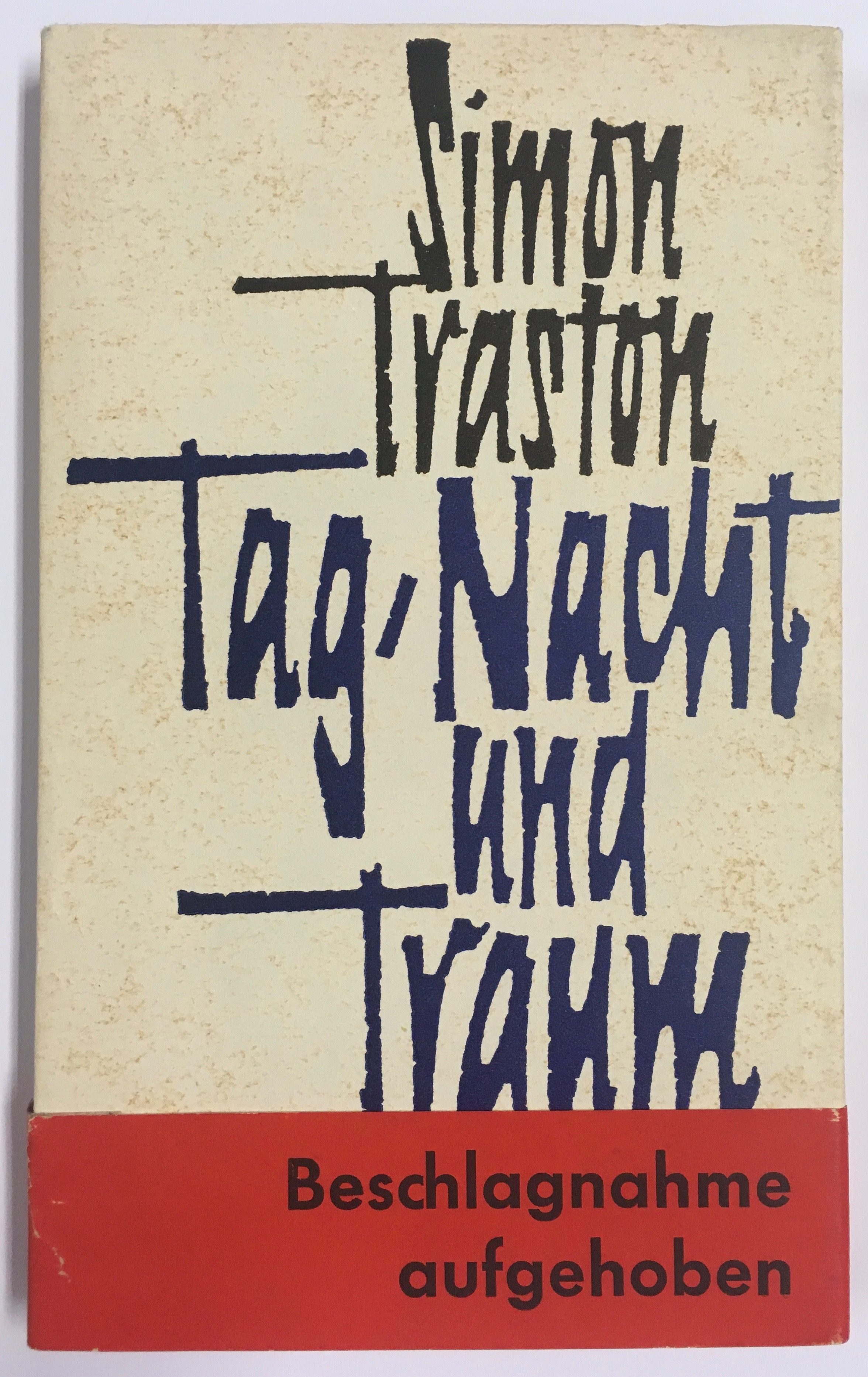
Indiziertes Buch, 1964

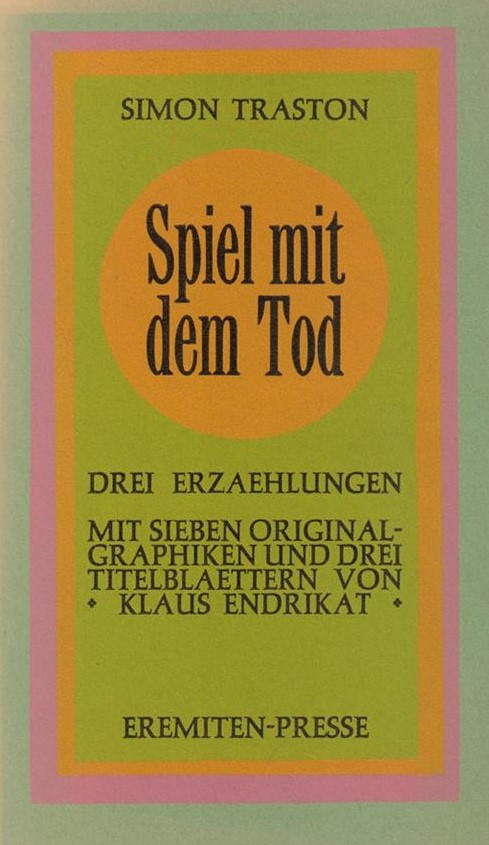

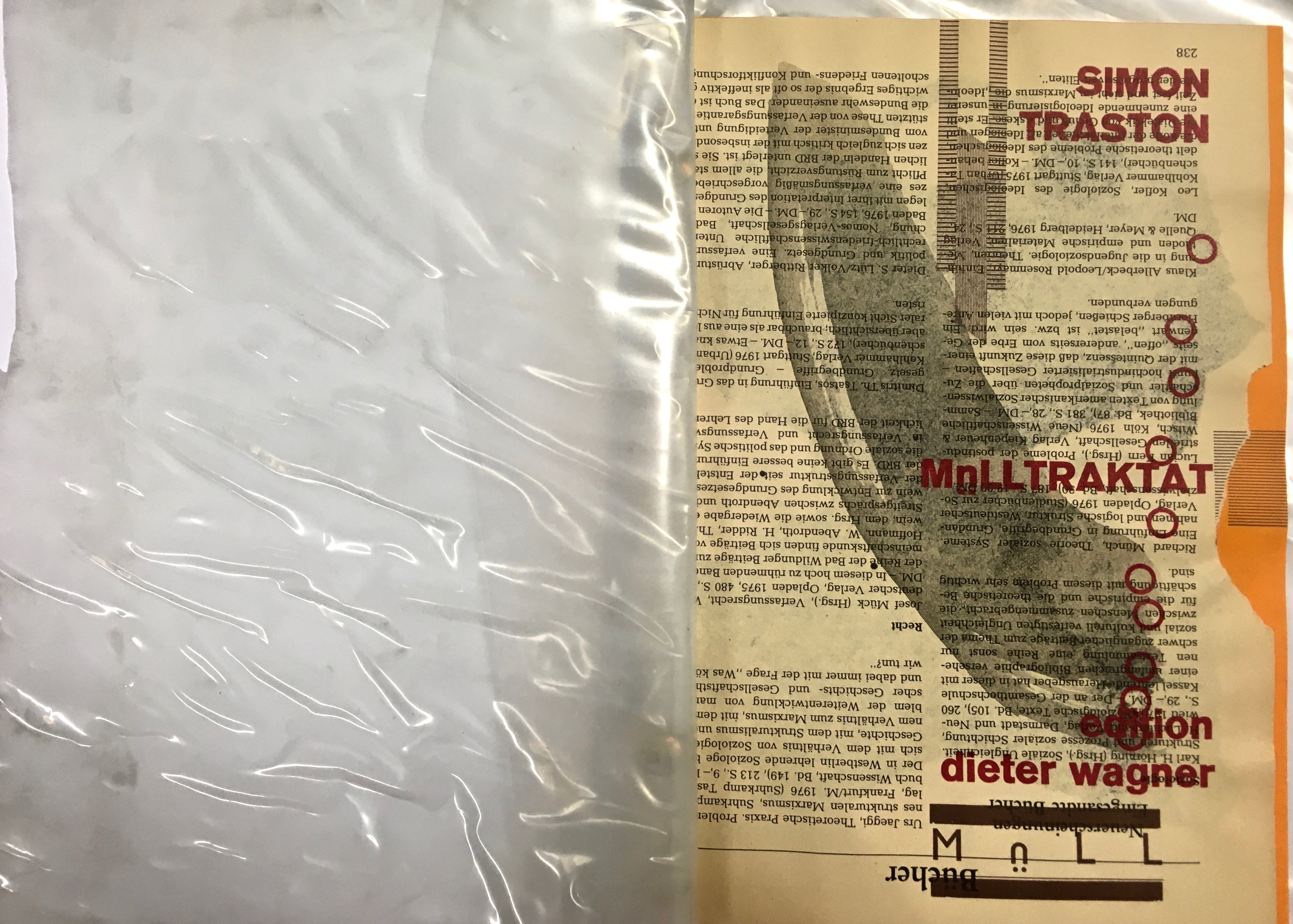
Mülltraktat, Umschlagseite aus Plastik, Buchdruck auf Makulatur (1988)

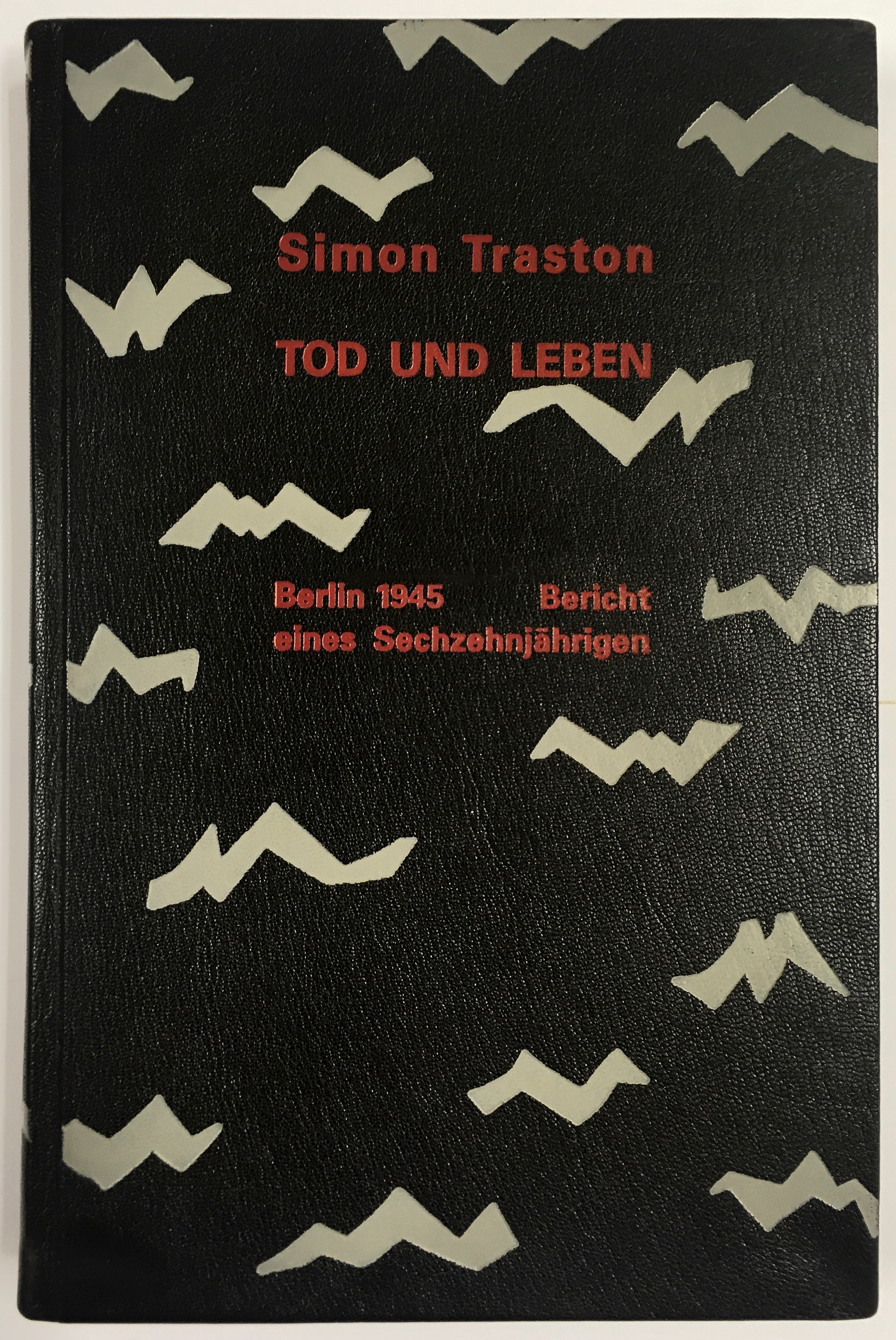
Buchcover, geprägtes Leder (1995)

### Einzeltitel
- Der Monolog des Mörders. Erzählung. Verlag Fred Marell, Enzberg 1962.
- Beauty und Terror. Lyrik und Prosa. Petersen Press, Flensburg-Glücksburg 1963. (Indiziert)
- Outlaw Report. Prosa. Wolfgang Hake Verlag, Köln 1964.
- Tag, Nacht und Traum. Lyrik und Prosa. Merlin Verlag, Hamburg 1964 u. 1965. (2 Auflagen, Indiziert)
- Spiel mit dem Tod. Drei Erzählungen. Eremiten-Presse, Stierstadt im Taunus 1968.
- Vox populi vox dei – Die endlose Orgie. Prosa. Edition Dieter Wagner, Berlin 1987.
- Mülltraktat. Prosa. Edition Dieter Wagner, Berlin 1988.
- Raubzüge. Lyrik und Prosa. Svato Verlag, Hamburg 1991, ISBN 3-924283-22-2.
- Tod und Leben. Berlin 1945 - Bericht eines Sechzehnjährigen. Svato Verlag, Hamburg 1995, ISBN 3-924283-37-0.
- Feuerland – Ein Fahrtenbuch. Prosa. Edition Klaus Raasch, Hamburg 2002, ISBN 3-927840-53-X.
- Mülltraktat. Prosa. Svato Verlag, Hamburg 2010.

### Anthologien
- Die Kralle 4. Lyrik und Prosa. Privatdrucke Günther Stiller, Wiesbaden 1959.
- Die Kralle 7. Lyrik und Prosa. Privatdrucke Günther Stiller, Wiesbaden 1960.
- Innenflächen. Anthologie erotischer Lyrik. Verlag Eremiten-Presse, Stierstadt im Taunus 1960. (2 Beiträge)
- pro these 2 – Thema: Homosexualität. Prosa. Verlag Peter-Paul Zahl, Berlin 1967. (Beteiligt mit „evocation“)
- SPARTACUS 3 – Thema: Eros. Verlag Peter-Paul Zahl, Berlin 1969, S. 33–35. (Beteiligt mit „lettres de maquis“, Prosa; „sakrileg“, Lyrik)
- ZET 8 – Das Zeichenheft für Literatur und Graphik. Heidelberg 1974. (Beteiligt mit 3 Gedichten)
- ZET 9 – Das Zeichenheft für Literatur und Graphik. Heidelberg 1975. (Beitrag „Zwei Prosatexte“)
- Mein heimliches Auge – Das Jahrbuch der Erotik. I/1982, II/1985, ISBN 3-88769-020-6, X/1995, ISBN 3-88769-100-8, XIII/1998, ISBN 3-88769-130-X, XV/2000, ISBN 3-88769-150-4, XVI/2001, ISBN 3-88769-160-1, XVIII/2003, ISBN 3-88769-180-6, XIX/2004, ISBN 3-88769-190-3, XX/2005, ISBN 3-88769-200-4, XXI/2006, ISBN 978-3-88769-421-0, XXIII/2008, ISBN 978-3-88769-523-1, XXIV/2009, ISBN 978-3-88769-524-8, XXVI/20011, ISBN 978-3-88769-526-2, XXVIII/2013, ISBN 978-3-88769-528-6, XXIX/2014, ISBN 978-3-88769-529-3, XXX/2015, ISBN 978-3-88769-530-9, XXXI/2016, ISBN 978-3-88769-531-6. (Zahlreiche Lyrik-, Prosa- und Foto-Beiträge). Konkursbuch Verlag Claudia Gehrke, Tübingen 1982–2016.
- Verbot und Verheißung mit dem Text Tod im Zentrum. Konkursbuch Verlag Claudia Gehrke, Tübingen 1985.
- „Darum sollte man im Leben mit dem Dorn nach vorne streben.“ Moderne erotische Lyrik. In: Manfred C. Reimann, Gesine Karge, Andreas Fischer (Hrsg.): Erotik-Anthologie. Band 3, Verlag Walde u. Graf, Zürich 2011, ISBN 978-3-03774-006-4.

### Herausgeberschaft
- 1/Aut Caesar – aut nihil. Lyrik und Prosa. Mit 6 Lithografien von Günter H. Seidel. Privatdruck, Berlin 1956.
- Passion. Lyrik und Prosa. Privatdruck, Berlin 1966.
- Wie das Meer! 13 Gedichte von Marga Simon. MS Verlag, Berlin 2006.
- In der Schattensee. Späte Verse und Prosa. MS Verlag, Berlin 2007.
- mit Svato Zapletal (Hrsg.): So tanze meine Seele. Prosa und Gedichte des Expressionismus. Svato Verlag, Hamburg 2007, ISBN 978-3-924283-82-7.